# Joventut Nacionalista de Catalunya
La Joventut Nacionalista de Catalunya (JNC; en español: Juventud Nacionalista de Cataluña) es una organización juvenil del partido político Junts per Catalunya.
Inicialmente la JNC fue la organización juvenil de Convergencia Democrática de Cataluña (CDC), permaneciendo como tal hasta la suspensión de la actividad política de CDC en el 2016. Ese año, la organización firmó un nuevo convenio de colaboración con el Partido Demócrata Europeo Catalán (PDeCAT), partido sucesor de CDC.
Durante el año 2020, el expresidente Carles Puigdemont y su entorno se estructuraron en el partido político Junts per Catalunya (Junts), separándose del PDeCAT. Dicha ruptura (entre Junts y PDeCAT) llevaría a la JNC a romper sus relaciones con el PDeCAT, pasando a manifestar su apoyo político al partido Junts.

## Historia

### Apoyo a CDC (1980-2016)
La formación joven celebró su congreso constituyente del 25 al 27 de abril de 1980 en Playa de Aro (Gerona), con la participación mayoritaria de las Juventudes de Convergencia Democrática de Cataluña creadas en 1976. Se define como una organización identificada con el nacionalismo, el independentismo, el liberalismo social, el europeísmo, la igualdad de género y con los valores de la convivencia, la solidaridad y el estado del bienestar. Reivindica el derecho a la autodeterminación y la idea de los Países Catalanes.

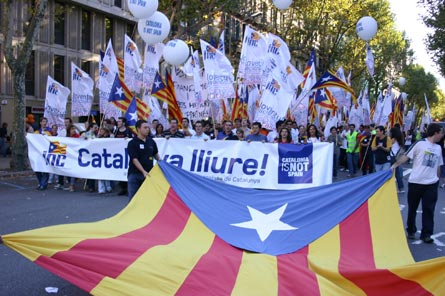
11 de septiembre de 2005

La JNC mencionó por primera vez la palabra independencia en su congreso de 1996 a pesar de las reticencias del entonces Presidente Jordi Pujol. Josep Lluís Martín Berbois, investigador de la UAB de la historia del catalanismo y autor del libro Joventut Nacionalista de Catalunya. Escola de patriotes (Juventud Nacionalista de Cataluña. Escuela de Patriotas) señala la influencia de la JNC en la evolución del discurso soberanista de CDC.
En febrero de 2015 Marta Pascal abandonaría la presidencia de la JNC, habiendo sido la primera mujer que presidió la organización Esther Roca Isart (2002-2004). Poco después Marta Pascal asumiría el cargo de Portavoz de Convergencia Democrática de Cataluña
Tras todo ello, el 1 de marzo de 2015 en un congreso celebrado en Mataró con la participación de 400 delegados y la presencia de líder de CDC Artur Mas, Sergi Miquel i Valentí, concejal del municipio de Llagostera y responsable del Área de Ciudadanía y Cohesión de la JNC, asumió la Secretaría General sustituyendo en el liderazgo de la organización a Marta Pascal. Miquel fue el primer dirigente de la JNC elegido a través de un proceso de primarias internas abierto a toda la militancia en la que se ha utilizado el voto electrónico.

### Apoyo al PDeCAT (2016-2020)
El mandato de Sergi Miquel estuvo marcado por la suspensión de la actividad política de CDC y la fundación en paralelo del Partido Demócrata Europeo Catalán (considerado sucesor político de CDC) en julio de 2016. Ante ello, la JNC acordó perpetuarse como la organización juvenil de dicho nuevo partido, el PDeCAT, firmándose un convenio de colaboración entre ambas formaciones poco después.
En marzo de 2019 fue elegida como nueva Secretaria General Judith Toronjo en el congreso que la organización celebró en Reus.

### Apoyo a Junts (2020-actualidad)
En julio de 2020, la Secretaria General de la JNC, Judith Toronjo, intervino en el acto de apertura del primer Proceso Congresual del partido Junts per Catalunya (Junts), impulsado por Carles Puigdemont y su entorno político. A principios de octubre de ese año, la cercanía de esta organización con Junts llevó a un grupo de miembros de la JNC a escindirse, fundando Fòrum Demòcrata (una nueva organización juvenil próxima al PDeCAT).
Tras todo ello, el Consejo Nacional de la JNC decidió, por mayoría del 88%, romper el convenio de colaboración que mantenía con el PDeCAT. Finalmente, el 23 de octubre de 2020, la militancia de la JNC aprobó apoyar las candidaturas de Junts e impulsar un nuevo convenio de colaboración con dicho partido político.

## Presidencias y Secretarías Generales de la JNC
| Años        | Presidencia              | Secretaría General             | Presidencia Consejo Nacional |
| ----------- | ------------------------ | ------------------------------ | ---------------------------- |
| 1980 — 1982 | Sin presidencia          | Ramón Camp Batalla             | Josep Soler i Casanellas     |
| 1982 — 1984 | Ramon Camp Batalla       | Joan Oliveres Bagués           | NC                           |
| 1984 — 1986 | Raimon Gusi Amigó        | Enric Ticó Buxadós             | NC                           |
| 1986 — 1988 | Enric Ticó Buxadós       | Lluís Recoder Miralles         | NC                           |
| 1988 — 1989 | Lluís Recoder Miralles   | Jordi Martí Galbis             | Jaume Padrós i Selma         |
| 1989 — 1991 | Lluís Recoder Miralles   | Carles Campuzano Canadès       | NC                           |
| 1991 — 1992 | Feliu Guillaumes Ràfols  | Carles Campuzano Canadès       | Jordi Vendrell i Ros         |
| 1992 — 1994 | Feliu Guillaumes Ràfols  | Carles Campuzano Canadès       | NC                           |
| 1994 — 1996 | Carles Campuzano Canadès | Josep Rull Andreu              | Antoni Biarnés i Mas         |
| 1996 — 1998 | Sin presidencia          | Josep Rull Andreu              | Pere Saló i Manresa          |
| 1998 — 2000 | Sin presidencia          | Jordi Xuclà Costa              | Daniel Clivillé i Morató     |
| 2000 — 2002 | Jordi Xuclà Costa        | Albert Batalla Siscart         | Marc Guerrero i Tarragó      |
| 2002 — 2004 | Esther Roca Isart        | Albert Batalla Siscart         | NC                           |
| 2004 — 2006 | Albert Batalla Siscart   | Jordi Cuminal i Roquet         | NC                           |
| 2006 — 2008 | Marc Pifarré i Estrada   | Jordi Cuminal i Roquet         | NC                           |
| 2008 — 2012 | Gerard Figueras Albà     | Sin secretaria general         | Laura Costa                  |
| 2008 — 2012 | Gerard Figueras Albà     | Sin secretaria general         | Oriol Martín Berbois         |
| 2012 — 2015 | Marta Pascal Capdevila   | Sin secretaria general         | Ramon Morell i Sau           |
| 2015 — 2017 | Sin presidencia          | Sergi Miquel Valentí           | Pere Canal i Oliveres        |
| 2017 — 2019 | Sin presidencia          | Sergi Miquel Valentí           | Judit Cabana i Comas         |
| 2019 — 2021 | Sin presidencia          | Judith Toronjo Nofuentes       | Albert Pérez Garro           |
| 2021 — 2023 | Sin presidencia          | Álvaro Clapés-Saganyoles Baena | Ariadna Urroz Segura         |
| 2023 — 2025 | Sin presidencia          | Ariadna Urroz Segura           | Narcís Junquera Cros         |
| 2025 — 2027 | Sin presidencia          | Aleix Agustí Canals            | Carlota Monfort Fantova      |